# جیسون اسمیت
جیسون اسمیت (به انگلیسی: Jason Smith) نمایندهٔ حوزه انتخابیه هشتم میزوری از حزب جمهوری‌خواه ایالات متحده آمریکا در مجلس نمایندگان ایالات متحده آمریکا است که برای نخستین‌بار در ۴ ژوئن ۲۰۱۳ میلادی به‌عضویت این مجلس درآمد.

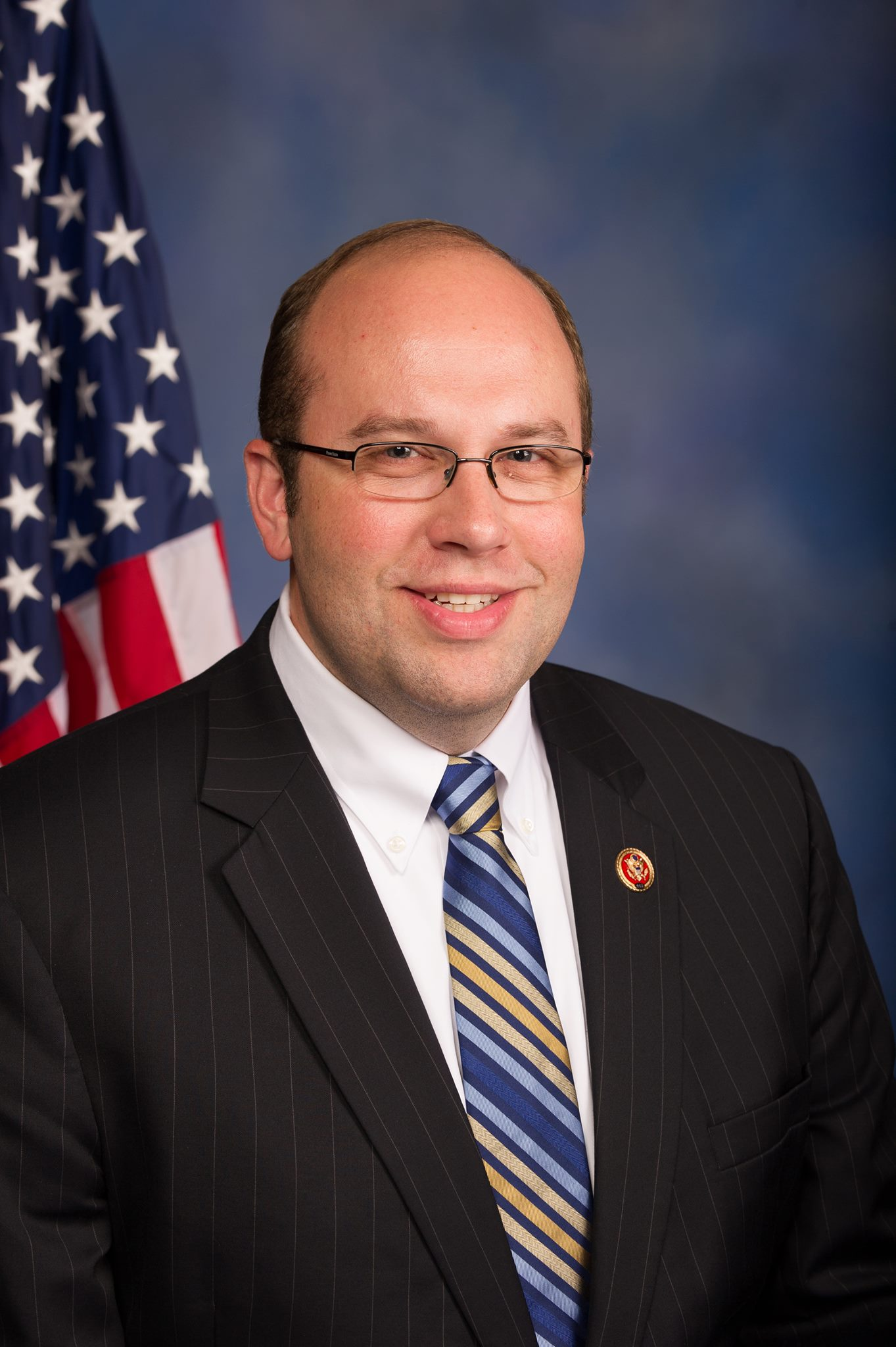